# Казанско-Богородицкая церковь (Табурное)
Казанско-Богородицкая церковь — утраченный православный храм в селе Табурное Чердаклинского района Ульяновской области.

## История
9 марта 1886 г. епархиальный архитектор Т. С. Хилинский принял на себя наблюдение за правильностью и прочностью работ по сооружению новой церкви, а 18 марта 1886 г. её проект был послан из Самарской духовной консистории в губернское правление, где проект утвердили.
В 1897 году, на средства прихожан, была построена деревянная однопрестольная церковь — в честь Казанской иконы Божией Матери, освящена в 1901 году епископом Гурием, строительный надзор осуществлял Т. С. Хилинский.
В 1898 г. открыли церковно-приходскую школу, разместившуюся в собственном доме и содержавшуюся на земские средства. В ней обучалось 38 мальчиков и 12 девочек.
В 1910 г. в приход входило только Табурное. 
В советское время, по информации С. Б. Семёнычева, «после революции в церкви разместился клуб, а школа проработала в старом здании до самого переселения. Предположительно, перед затоплением, в 1954—1955 гг. Казанско-Богородицкий храм разобрали.

## Архитектура
Церковь стояла в центре села. Здание деревянное, корабельного типа. Храм выполнен в традициях псевдорусского стиля. Основной объём строения продолжается трапезной, к которой примыкает трёхъярусная колокольня. С восточной стороны примыкает трапециевидная апсида алтаря. На четверик основного здания опирается световой восьмерик барабана, завершающийся куполом-луковицей, увенчанным крестом. Основание колокольни — четверик. Второй ярус — четверик, со слуховыми окнами. Третий ярус — восьмерик — является ярусом звона, увенчанным куполом-луковицей. Оконные проёмы — прямоугольные, обрамлённые наличниками. На барабане и втором ярусе колокольни стрельчатые окна. Притвор открытый, украшен двумя резными колоннами».

## Причт
- Должность священника с октября 1905 г. исполнял Аристарх Васильевич Полетаев;
- Псаломщик Иван Алексеевич Введенский (с 1906);
- Церковным старостой с 1908 г. являлся местный крестьянин Степан Кузьмич Леонов;
- Последним священником был Сергей Фёдорович Марков, после закрытия церкви перебрался в Мелекесс и служил в соборе Александра Невского. В 1937 году был арестован, а 24 января 1938 года расстрелян[1][3];